# Kjótská škola

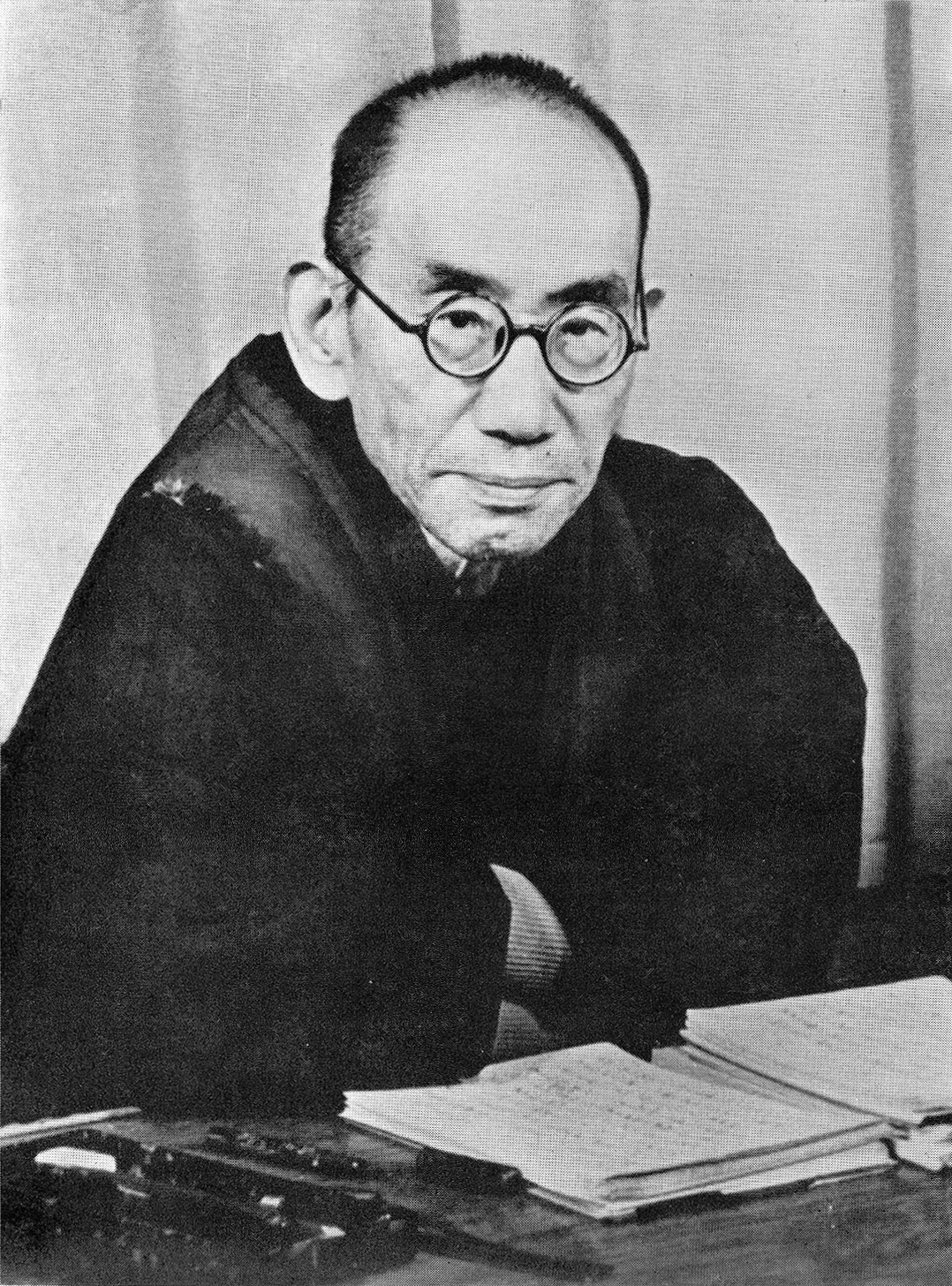
Kitaró Nišida, zakladatel Kjótské školy, r. 1943

Kjótská škola (京都学派, Kjóto-gakuha) je název filozofického směru, vzniklého v prostředí Kjótské univerzity před druhou světovou válkou. Vyznačuje se uplatňováním schémat Západní filozofie v otázkách příznačných pro východoasijskou filozofickou tradici, jakými jsou například náboženství nebo etika. Za tři hlavní filozofy, stojící u zrodu jejího učení, jsou považováni Kitaró Nišida, Hadžime Tanabe a Keidži Nišitani, přičemž Nišida je vnímán jako hlavní zakladatel. Sekundárně bývá pojem užíván i pro označení současných následovníků tohoto směru, působících na Kjótské univerzitě a věnujících se rozličným teoriím o japonské jedinečnosti. Myslitelé a spisovatelé přínáležící k této skupině bývají však častěji zmiňováni v souvislosti s Kyoto University Research Centre for the Cultural Science.
Přesto, že se Kjótská škola jakožto myšlenkový proud formovala již kolem roku 1913, aktivním a veřejně známým tělesem se stala až v období poválečném. Krátce po válce budili její hlavní protagonisté značné kontroverze, když byli viněni ze sympatizace s militantní ideologií, propagovanou Japonskem za druhé světové války. Povahou svého fungování se Kjótská škola vymyká klasickému pojetí filozofické školy, s jakou se lze setkat například u Platónské akademie. Jejím těžištěm byli akademici sdružující se v prostředí Kjótské univerzity za účelem "filozofických" seancí, vedených již zmiňovaným Kitaróem Nišidou.
Poprvé termín Kjótská škola použil ve svém novinovém článku z roku 1932 žák Tanabeho Jun Tosaka, který jím chtěl svého učitele i ostatní představitele Kjótské školy paradoxně poškodit. Vyčítal jim přílišný zájem o individuum na úkor palčivých sociálních otázek a ozačil proto jejich počínání za buržoazní. Jeho kritika však uskupení zviditelnila a učinila z něj všeobecně známou entitu. Pojem se ujal na japonských i zahraničích univerzitách a po dočasném útlumu, k němuž došlo v Japonsku v 70. letech 20. století, začal být díky iniciativě západních myslitelů opět hojně využíván.

## Historie
Masao Abe ve svém úvodu k novému anglickému překladu Nišidova vrcholného díla píše, že pokud je vývoj japonské filozofie chápán jako paralela Kantových nebo Hegelových myšlenek, pak je zcela bezpředmětný. Je-li však nahlížen z pohledu tradice reprezentované Svatým Augustinem nebo Kierkegaardem, pak je jeho význam, sahající až ke Kúkaiovi, Šinranovi či Dógenovi, nezpochybnitelný.
Vnímat představitile Kjótské školy, hlásící se k jejímu učení napříč její téměř stoletou historií, jako jednotný celek s univerzální ideou by bylo mylné. Filozofové Kjótské školy pocházeli z různých sociálních poměrů a vyznávali různé názory, což trvalou existenci hlavního myšlenkového proudu do jisté míry znemožnilo.
Je zde však několik kritérií, na jejichž základě je možné školu charakterizovat:
1. Působení na Kjótské univerzitě nebo jiné přidružené akademické instituci.
2. Předpoklad využití asijské mentality v kontextu západní myšlenkové tradice
3. Vymezení termínu nicota, doložení její důležitosti jakožto jednoho ze základních a trvalých subjektů filozofického zkoumání.
4. Přiblížení filozofické terminologie zavedené Nišidou.

Většina představitelů Kjótské školy byla silně ovlivněna německými filozofy jako byli Kant, Hegel, Nietzche a Heidegger. Mnozí z nich využívali jejich představ a výroků v rámci formulace vlastních filozofických konceptů, jež se je snažily redefinovat nebo zcela odmítnout. Například v reakci na Nietzscheho se myslitelé Kjótské školy zabývali strohou analýzou a kritikou nihilismu, reinterpretací individální existence, vnímáním 'smrti Boha' či přehodnocení pojmu 'transcendence'.
Ačkoli filozofie Kjótské školy nemůže být považována za striktně religiózní, zájem o náboženská témata je v dílech Tanabeho a Nišitaniho zjevný. Hledání společných prvků křesťanské a buddhistické věrouky je jen jedním z důvodů, které mnohé vedou k tomu, aby interpretovali jejich filozofii mimo jiné jako náboženskou.
Přestože byla Kjótská škola neorganizovaným a neformálním uskupením, za jejího lídra byl povážován vždy ten, kdo v dané době předsedal Ústavu moderní filozofie se sídlem na Kjótské univerzitě. Prvním byl v letech 1913 až 1928 Kitaró Nišida. Následoval Hadžime Tanabe, který v této neoficiální funkci vydržel do poloviny 30. let. Po úspěšném absolvování Kjótské univerzity a dvouletém studijním pobytu u Martina Heideggera ho po návratu z Německa vystřídal Keidži Nišitani (1955-1963). Nišitani byl rovněž posledním, v jehož osobě se škola unifikovala.

## Význam známých členů Kjótské školy
Zájem o učení Kjótské školy stále roste, a to především na amerických katedrách religionistiky a filozofie. Od 80. let 20. století je stále živenou akademickou diskuzí komparace západní a východní filozofické tradice se zvláštním důrazem na náboženská specifika daných kultur. Masao Abe, jeden z pokračovatelů směru a někdejší profesor Narské univerzity, navštívil mnoho amerických univerzit, aby prezentoval problematiku buddhisticko-křesťanských vztahů.
Za renomovaného filozofa a intelektuála v otázkách religiozity lze považovat rovněž Daisecua Teitaróa Suzukiho, který byl s Kjótskou školou úzce svázán skrze své vztahy s jejími čelnými reprezentanty. Nelze ho ale řadit mezi ně, jelikož některé jejich myšlenky kritizoval.

### Kitaró Nišida
Kitaró Nišida, zakladatel školy, je všeobecně znám především svou průlomovou prací Zkoumání dobra a objasněním filozofického termínu "logika místa" (logic of 場所, bašo; obvykle překládaného jako "místo", v řečtině τόπος, topos). Poté, co jeho myšlenky pronikly za hranice Japonska, strhly pozornost i na hnutí jako takové.
Význam Nišidovy práce tkví především v její návaznosti na post-Schopenhauerovskou německou filozofii. "Logika místa" se snaží překonat Aristotelovu logiku subjektu a objektu a predikátovou logiku prvního řádu. Činí tak skrze to, co Nišida nazývá "absolutní rozporuplností vlastní identity" - definuje subjekt neustálou tenzí mezi jeho dvěma protipóly, afirmací a negací, které nepřipouštějí syntézu jako východisko. Tato logika se také začně liší od Hegelovy interpretace dialektiky.

Nišida shledává východoasijskou filozofii velmi odlišnou od představ západních filozofů, jako jsou Descartes, Leibnitz nebo Hume.
Je 'intuitivní a praktická', zdůrazňující religiózní rozměr zkušenosti, který je z teoretického hlediska nepopsatelný. Pravá moudrost by měla být odlišena od intelektualismu příznačného pro vědu. Nišidovovy úvahy zdůrazňují jeho opovržení pseudo-intelektuály, kteří v jeho očích chápou vše, co není podstatné, a tudíž nechápou nic. Od nich si přeje být distancován.
V podobném duchu Nišida napsal dílo The Logic of Place and the Religious Worldview, v němž staví do popředí 'absolutní nicotu' jako interpretační klíč ke svým náboženským a filozofickým představám. 'Absolutní nicota' (絶対無 / 全く無; zettaimu/mattakumu) v Nišidově pojetí pravděpodobně vychází z interakce indického mahájánového buddhismu a čínského taoismu. Taoistické nečinění (wu-wej) akcentuje přirozenou formu bytí a nezasahování do dějů, které to nezbytně nevyžadují. 'Absolutní nicota' tedy není v rozporu s bytím, pouze podtrhuje jeho nenásilnou podstatu. Na druhou stranu ale není ani ekvivalentem relativní nicoty nebytí. Podle Nišidy není 'absolutní nicota' nihilismem, ale místem (bašo), v němž je ona nicota nezakotvena v přítomnosti. Nišida také věří, že jedinečnost věcí je skryta v jejich uskutečnění, existenci v reálném světě; každá věc je centrem dění, a je tudíž absolutním centrem. Toto centrum je ale také místem střetávání "esencí" všech do něj vtažených center, jejichž prolínání je pak ukazatelem pravého 'já' (átman), oproštěného od pseudojá, tudíž 'ne-já' (anátman). 'Ne-já' je poznatelné jen skrze prázdnotu (nicotu): ne skrze to, co je, ale co by mohlo být. Zároveň není problémem ontologickým ani epistemologickým, ale jen „duševním stavem“, majícím své opodstatnění ve snaze o dosažení nirvány.
Podobně jako jeho následovník Masao Abe, rovněž Kitaró Nišida zasvětil značnou část svého akademického života zkoumání nicoty a absolutna v kontextu panteistických náboženských systémů.

### Hadžime Tanabe
Filozofie Tanabeho v sobě kombinuje prvky buddhismu, západní filozofie, křesťanství a marxismu.
Přestože se stejně jako jeho učitel Kitaró Nišida angažoval v dialogu východní a západní filozofie, činil tak s naprosto odlišným přístupem. Hlásil se výhradně k odkazu Nietzscheho, Kierkegaarda a podobně smýšlejících filozofů. Ve svém vrcholném díle Filozofie jako metanoetika potvrzuje svou příslušnost k existencialistickému proudu a píše, že "jeho filozofie není filozofií." V jeho myšlení je možno rozpoznat určité rysy dekonstrukce.
Nišidův a Nišitanův do značné míry abstraktní výklad 'absolutní nicoty' Tanabe zavrhuje a přichází s interpretací, která pojem chápe v historických souvislostech. V tomto ohledu vyzdvihuje akci nad kontemplací a otevírá tak přístup k dalšímu z termínů stěžejních pro svou práci - etice.

### Keidži Nišitani
Nišitani, jeden z Nišidových nejlepších žáků, se stal nejvýznačnější osobností hnutí v poválečné epoše.
Nišitaniho práce, z nichž nejvýznamnější je Co je náboženství?, se primárně soustřeďuje na nihilismus tak, jak ho do filozofické terminologie zavádí Nietzsche. Dále je v díle rozpracována problematika náboženské interpetace nicoty, která je obecně v buddhismu známá jako 'šúnjatá', v zenovém buddhismu pak jako 'mu' (無).

## Kritika
Kjótská škola je častným terčem kritiky kvůli svému působení během druhé světové války.
Osobností, která na sebe v tomto ohledu strhává nejvíce pozornosti, je Hadžime Tanabe, který je kritizován za své dílo Dialektika logiky druhů, v němž svou argumentací podle všeho podporuje japonskou válečnou propagandu. Staví v něm na roveň 'národ' a 'druh', přičemž zdůrazňuje, že jednotlivé 'druhy' (nebo národy) lze od sebe odlišit na základě určitých charakteristik, jež zároveň determinují životy jejich "participantů". Svou teorií podporuje Japonci živenou představu o vlastní výjimečnosti a rasové nadřazenosti, příznačnou pro dané období. Zvláštním paradoxem je, že sám Tanabe ostře odsuzoval pronacisticé dopisy svého učitele a přítele Martina Heideggera.
Své patrně nejslavnější dílo Filozofie jako metanoetika nicméně Tanabe pojal mimo jiné jako přiznání své chyby a snaží se v něm poukázat na svou ideovou slepotu.

## Členové Kjótské školy
- Kitaró Nišida

- Hadžime Tanabe
- Tomonaga Sandžúró
- Keidži Nišitani
- Kuki Šúzó
- Masao Abe
- Miki Kijoši
- Tosaka Jun
- Hisamacu Šiniči
- Šizuteru Ueda
- Sanešige Komaki
- Jamauči Tokurjú
- Takeuči Jošinori